# Rafael M. Mérida
Rafael Manuel Mérida Jiménez (Barcelona, 1965) es un filólogo, editor y profesor universitario español. Autor de monografías y ediciones sobre las letras hispánicas e hispanoamericanas. al igual que de investigaciones sobre estudios de género y teoría queer.

## Biografía
Licenciado y doctorado en Filología Hispánica por la Universidad de Barcelona, es profesor agregado 'Serra Húnter' de literatura española y de estudios de género en la Universidad de Lérida desde 2006. Con anterioridad fue docente en las universidades de Barcelona y de Gerona, Rice University (Houston, Estados Unidos) y en la Universidad de Puerto Rico en Río Piedras.
Sus cursos e investigaciones abordan un amplio grupo de temas y obras de las letras hispánicas, como los relacionados con las tradiciones cortesanas caballerescas. Entre sus publicaciones vinculadas a los estudios sobre las mujeres destacan las monografías El gran libro de las brujas (2004) y Damas, santas y pecadoras (2008) o una edición de Teresa de Jesús, Llevar el alma con suavidad (2006). Entre sus aportaciones a los estudios de género y queer, se señalan las antologías Sexualidades transgresoras (2002), Manifiestos gays, lesbianos y queer (2009) o Minorías sexuales en España (2013), así como el ensayo Transbarcelonas (2016). En 2020 era investigador principal del proyecto «Diversidad de género, masculinidad y cultura en España, Argentina y México».